# Lope Gisbert
Lope Gisbert y García-Tornel (Murcia, 25 de septiembre de 1824-Manila, 1 de febrero de 1888) fue un humanista y político español, diputado a las Cortes Españolas y miembro de la Real Academia de Ciencias Morales y Políticas.

## Biografía
Estudió humanidades en el Colegio de San Fulgencio de Murcia, se licenció en Derecho en la Universidad de Madrid y fue profesor de matemáticas en un instituto de segunda enseñanza. Fue discípulo de Bonifacio Sotos Ochando, quién había elaborado una propuesta de «lengua universal» anterior al esperanto, y en 1861 fundó una Sociedad de la Lengua Universal a la que se adhirieron el duque de Rivas, Alcalá Galiano, Francisco Martínez de la Rosa, Pascual Madoz, Emilio Castelar y Juan Eugenio Hartzenbusch. En 1862 publicó un Manual de la Lengua Universal. A la vez dirigió el semanario La Palma en Murcia.
Dirigió en Madrid el Boletín de la Sociedad de Lengua Universal (1862-1864) y colaboró en numerosas revistas, como La Ilustración Española y Americana.
Fue elegido diputado a las Cortes de 1864, 1865 y 1867 por los distritos de Murcia y Cartagena. En 1866 se casó en segundas nupcias con Pilar Fontes Rossique, hija del VIII marqués de Ordoño, Mariano Fontes Queipo de Llano. La reina Isabel II lo nombró conde de Torres Ysabel.
Durante el sexenio revolucionario fue nombrado director general de Aduanas y subsecretario de Hacienda y de la Gobernación, contribuyendo a la Ley de Navegación de 1868 y a reforma arancelaria de 1869. Fue elegido diputado por Murcia a las elecciones generales de abril de 1872. En 1869 fue nombrado miembro de la Real Academia de Ciencias Morales y Políticas.
Durante la restauración borbónica se integró en el Partido Conservador y fue elegido diputado por el distrito de Lorca en las elecciones generales de 1876 y 1879, y por el de Motril en las de 1884. En 1876 fue delegado especial del gobierno en París para tratar el problema de la deuda externa estatal. En 1878 fue nombrado subsecretario del Ministerio de la Gobernación, director del Banco Hispano Colonial en La Habana, director general de Hacienda de la isla de Cuba y, en 1881, comisionado especial de la Compañía General de Tabacos de Filipinas para establecerse en el archipiélago, donde permaneció hasta su fallecimiento. Entre otras condecoraciones, recibió la gran cruz de la Orden de Alfonso XII, de la Orden de Leopoldo de Bélgica, de la Orden de Francisco José de Austria y de la Orden de la Corona de Italia.